# Prvački trofej 1999. (hokej na travi)
21. Prvački trofej se održao 1999. godine.

## Mjesto i vrijeme održavanja
Održao se od 10. do 20. lipnja 1999.
Utakmice su se igrale u State Hockey Centreu u australskom gradu Brisbaneu. Nakon Prvačkog trofeja 1987. u Amstelveenu i 1991. u Berlinu, ovo je bio treći put da su se u isto vrijeme na istom mjestu održavali muški i ženski Prvački trofej.

## Natjecateljski sustav
Igralo se po jednostrukom ligaškom sustavu. Za pobjedu se dobivalo 3 boda, za neriješeno 1 bod, a za poraz nijedan bod. 
Nakon ligaškog dijela, igralo se za poredak. Prvi i drugi na ljestvici su doigravali za zlatno odličje, treći i četvrti za brončano odličje, a peti i šesti na ljestvici za 5. i 6. mjesto. 6. je ispadao u niži natjecateljski razred.

## Sudionici
Sudjelovali su domaćin Australija, branitelj naslova Nizozemska, Engleska, Pakistan, Španjolska i Južna Koreja.. 

### Nizozemska
```
Vratari

 
Guus Vogels
                 
HGC

 
Josef Kramer
                 
Oranje Zwart

Obrana

 
Bram Lomans
                 
HGC

 
Erik Jazet
                  
HC Bloemendaal

 
Sander van Heeswijk
         
Oranje Zwart

 
Diederik van Weel
           
HC Bloemendaal

 
Sander van der Weide
        
Hockeyclub 's-Hertogenbosch

 
Peter Windt
                 
Amsterdam

Vezni red
  
 
Jacques Brinkman
            
SCHC

 
Jeroen Delmee
               
Hockeyclub 's-Hertogenbosch

 
Piet-Hein Geeris
            
Hockeyclub 's-Hertogenbosch

 
Marnix van Rijn
             
Oranje Zwart

 
Stephan Veen
 (kapetan)      
HGC

Navala

 
Tycho van Meer
              
HGC

 
Jaap-Derk Buma
              
HC Bloemendaal

 
Marten Eikelboom
            
Amsterdam

 
Teun de Nooijer
             
HC Bloemendaal

 
Remco van Wijk
              
HC Bloemendaal

Trener:
                      
Maurits Hendriks

Pomoćni trener:
              
Marc Delissen

Menedžer:
                    Rinus van Zanten

Liječnik:
                    Peter Verstappen

Fizioterapeut:
               Hans Tossijn en Erik Gemser
```

### Australija
Trener: Terry Walsh
| 1. Michael Brennan 2. Adam Commens 3. Jason Duff 4. Troy Elder 5. James Elmer 6. Damon Diletti (vratar) 7. Lachlan Dreher (vratar) 8. Paul Gaudoin 9. Jay Stacy | 1. Daniel Sproule 2. Stephen Davies 3. Michael York (kapetan) 4. Craig Victory 5. Lachlan Vivian-Taylor 6. Scott Webster 7. Stephen Holt 8. Matthew Wells 9. Brent Livermore |

### Engleska
Trener: Barry Dancer
| 1. Simon Mason (vratar) 2. David Luckes (vratar) 3. Jon Wyatt 4. Julian Halls 5. Bill Waugh (kapetan) 6. Andy Humphrey 7. Ben Sharpe 8. Bob Crutchley 9. Jimmy Wallis | 1. Brett Garrard 2. Daniel Hall 3. Stuart Head 4. Mark Pearn 5. Russell Garcia 6. Michael Johnson 7. Duncan Woods 8. Tom Bertram 9. Calum Giles |

### Pakistan
Trener: Shahnaz Sheikh
| 1. Atif Bashir (kapetan) 2. Irfan Yousaf 3. Haider Hussain 4. Sohail Abbas 5. Waseem Ahmad 6. Mohammad Nadeem 7. Mohammad Qasim (vratar) 8. Mohammad Sarwar 9. Muhammad Shahbaz | 1. Mohammad Irfan 2. Naveed Asim 3. Amir Saleem 4. Mohammed Saqlain 5. Muhammad Usman 6. Ahmad Alam (vratar) 7. Danish Kaleem 8. Imran Yousaf 9. Kashif Jawwad |

### J. Koreja
Trener: Kim Sang-Ryul
| 1. Lim Jong-Chun (vratar) 2. Kim Yong-Bae 3. Ji Seong-Hwan 4. Han Hyung-Bae 5. Seo Jong-Ho 6. Seo Jong-Ha 7. Kim Kyung-Seok 8. Kim Jung-Chul 9. Song Seung-Tae | 1. Kang Keon-Wook (kapetan) 2. Lee Jung-Soon 3. Lim Jung-Woo 4. Kim Min-Sik 5. Hwang Jong-Hyun 6. Yeo Woon-Kon 7. Lee Myung-Ho (vratar) 8. Im Bong-Hyuk 9. Kim Seong-Min |

### Španjolska
Trener: Antonio Forrellat
| 1. Joaquín Sánchez (vratar) 2. Joaquín Malgosa (kapetan) 3. Francisco Fábregas 4. Jorge Arnau 5. Juan Escarré 6. Pablo Amat 7. Jordi Casas 8. Javier Arnau 9. Ramón Sala | 1. Josep Sánchez 2. Pablo Usoz 3. Bernardino Herrera (vratar) 4. Rodrigo Garza 5. Santiago Ferran 6. Eduardo Tubau 7. Jordi Quintana 8. Miguel Codina 9. Antonio Iglesias |

## Rezultati prvog dijela
| 10. lipnja 1999. 13:05 |       |                             |                                        |
| Engleska               | 2 : 3 | J. Koreja                   | Suci: Santiago Deo Christian Siebrecht |
| Pearn 16' Giles 70'    |       | Song Seung-Tae 3', 57', 66' | Suci: Santiago Deo Christian Siebrecht |

| 10. lipnja 1999. 17:05 |       |                   |                                 |
| Pakistan               | 1 : 1 | Španjolska        | Suci: Murray Grime Ray O'Connor |
| Sarwar 40'             |       | Iglesias 57' (PS) | Suci: Murray Grime Ray O'Connor |

| 11. lipnja 1999. 13:05                                    |       |                           |                                     |
| J. Koreja                                                 | 3 : 2 | Nizozemska                | Suci: David Gentles Garth Proudfoot |
| Kang Keon-Wook 10' Hwang Jong-Hyun 33' Song Seung-Tae 56' |       | Lomans 22' De Nooijer 29' | Suci: David Gentles Garth Proudfoot |

| 11. lipnja 1999. 19:45 |       |                            |                                      |
| Engleska               | 1 : 3 | Australija                 | Suci: Han Jin-Soo Philip Schellekens |
| Crutchley 62'          |       | Davies 6', 10' Victory 18' | Suci: Han Jin-Soo Philip Schellekens |

| 12. lipnja 1999. 13:05     |       |                       |                                         |
| Nizozemska                 | 2 : 2 | Pakistan              | Suci: Hamish Jamson Christian Siebrecht |
| Van Wijk 26' Eikelboom 39' |       | Bashir 23' Sarwar 68' | Suci: Hamish Jamson Christian Siebrecht |

| 13. lipnja 1999. 11:05 |       |            |                                |
| Australija             | 2 : 0 | Španjolska | Suci: Han Jin-Soo Ray O'Connor |
| Victory 32' Elder 36'  |       |            | Suci: Han Jin-Soo Ray O'Connor |

| 13. lipnja 1999. 11:05              |       |                      |                                 |
| J. Koreja                           | 2 : 2 | Pakistan             | Suci: Santiago Deo Murray Grime |
| Yeo Woon-Kon 21' Kang Keon-Wook 60' |       | Abbas 5' Hussain 25' | Suci: Santiago Deo Murray Grime |

| 14. lipnja 1999. 11:05 |       |                            |                                        |
| Engleska               | 0 : 3 | Španjolska                 | Suci: David Gentles Philip Schellekens |
|                        |       | Escarré 23', 45' Tubau 65' | Suci: David Gentles Philip Schellekens |

| 14. lipnja 1999. 13:05 |       |                   |                                         |
| Australija             | 2 : 1 | Nizozemska        | Suci: Hamish Jamson Christian Siebrecht |
| Elder 13' Davies 34'   |       | Brinkman 32' (PS) | Suci: Hamish Jamson Christian Siebrecht |

| 16. lipnja 1999. 15:05 |       |                    |                                  |
| Australija             | 1 : 1 | J. Koreja          | Suci: Santiago Deo Hamish Jamson |
| Brennan 57'            |       | Kang Keon-Wook 59' | Suci: Santiago Deo Hamish Jamson |

| 16. lipnja 1999. 18:05 |       |                      |                                   |
| Pakistan               | 0 : 2 | Engleska             | Suci: Han Jin-Soo Garth Proudfoot |
|                        |       | Wyatt 30' Wallis 42' | Suci: Han Jin-Soo Garth Proudfoot |

| 16. lipnja 1999. 20:05 |       |                |                                 |
| Španjolska             | 0 : 1 | Nizozemska     | Suci: Ray O'Connor Murray Grime |
|                        |       | De Nooijer 45' | Suci: Ray O'Connor Murray Grime |

| 18. lipnja 1999. 15:05 |       |           |  |
| Španjolska             | 4 : 3 | J. Koreja |  |
|                        |       |           |  |

| 18. lipnja 1999. 18:05 |       |            |  |
| Pakistan               | 2 : 1 | Australija |  |
|                        |       |            |  |

| 18. lipnja 1999. 20:05 |       |                                              |                                       |
| Engleska               | 0 : 4 | Nizozemska                                   | Suci: Christian Siebrecht Han Jin-Soo |
|                        |       | Eikelboom 53', 67' Geeris 57' De Nooijer 69' | Suci: Christian Siebrecht Han Jin-Soo |

### Poredak nakon prvog dijela
```
 1. 
 Australija        5      3     1     1     ( 9: 5)      
10

 2. 
 J. Koreja         5      2     2     1     (12:11)       
8

 
 3. 
 Nizozemska        5      2     1     2     (10: 7)       
7

 
 4. 
 Španjolska        5      2     1     2     ( 8: 7)       
7

 
 5. 
 Pakistan          5      1     3     1     ( 7: 8)       
6

 
 6. 
 Engleska          5      1     0     4     ( 5:13)       
3
```

### Doigravanje za poredak
- za 5. mjesto

| 20. lipnja 1999. 10:05                  |       |                           |                                |
| Engleska                                | 4 : 3 | Pakistan                  | Suci: Ray O'Connor Han Jin-Soo |
| Wallis 24', 79' Pearn 39' Cructhley 47' |       | Bashir 16' Abbas 21', 49' | Suci: Ray O'Connor Han Jin-Soo |

- za brončano odličje

| 20. lipnja 1999. 12:35                        |       |                |                                  |
| Nizozemska                                    | 5 : 2 | Španjolska     | Suci: Murray Grime Hamish Jamson |
| Veen 22', 30' Van Wijk 35', 66' Eikelboom 52' |       | Arnau 17', 50' | Suci: Murray Grime Hamish Jamson |

- za zlatno odličje

| 20. lipnja 1999. 15:05    |       |                    |                                        |
| Australija                | 3 : 1 | J. Koreja          | Suci: Santiago Deo Christian Siebrecht |
| Davies 23', 52' Elder 33' |       | Song Seung-Tae 62' | Suci: Santiago Deo Christian Siebrecht |

## Završni poredak
| Mj. | Momčad     |
| --- | ---------- |
| 1.  | Australija |
| 2.  | J. Koreja  |
| 3.  | Nizozemska |
| 4.  | Španjolska |
| 5.  | Engleska   |
| 6.  | Pakistan   |

Pakistan je prvi put u povijesti ispao iz prvog razreda.
| Pobjednici              |
| ----------------------- |
| Australija Sedmi naslov |

## Najbolji sudionici
| Najbolji strijelac | Najbolji igrač |
| ------------------ | -------------- |
| Song Seung-Tae     | Song Seung-Tae |

### Najbolji strijelci
| Mj. | Igrač            | Iz igre | K.U./k* | K.U.** | Ukupno |
| --- | ---------------- | ------- | ------- | ------ | ------ |
| 1.  | Song Seung-Tae   | 6       | 1       | 0      | 7      |
| 2.  | Stephen Davies   | 5       | 0       | 0      | 5      |
| 3.  | Marten Eikelboom | 4       | 0       | 0      | 4      |
| 3.  | Troy Elder       | 2       | 2       | 0      | 4      |
| 3.  | Sohail Abbas     | 0       | 4       | 0      | 4      |
| 6.  | Teun de Nooijer  |         |         |        | 3      |
| 6.  | Mohammad Sarwar  |         |         |        | 3      |
| 6.  | Keon Wook Kang   |         |         |        | 3      |
| 6.  | Remco van Wijk   |         |         |        | 3      |
| 6.  | Juan Escarré     |         |         |        | 3      |

- K.U./k = kazneni udarac iz kuta
- K.U. = kazneni udarac

## Sažetak
Po prvi puta u povijesti ovog natjecanja je Pakistan ispao, te je tako savez utemeljitelj ostao bez sudjelovanja u idućem izdanju Prvačkog trofeja, koje se imalo održati u nizozemskom Amstelveenu godinu poslije. U doigravanju je Engleska pobijedila Pakistana s 4:3 u produžetku u kojem se igralo do prvog postignutog pogotka. Na mjesto Pakistana, na Prvačkom trofeju 2000. je sudjelovala Njemačka.

## Vanjske poveznice
- Rezultati sa Sports123.com  Arhivirana inačica izvorne stranice od 5. prosinca 2008. (Wayback Machine)